# Saint-Mary-le-Plain
Saint-Mary-le-Plain är en kommun i departementet Cantal i regionen Auvergne-Rhône-Alpes i mitten av Frankrike. Kommunen ligger  i kantonen Massiac som ligger i arrondissementet Saint-Flour. År 2022 hade Saint-Mary-le-Plain 186 invånare.

## Befolkningsutveckling
Antalet invånare i kommunen Saint-Mary-le-Plain
Referens:INSEE